# Fichtenau
Fichtenau är en kommun i Landkreis Schwäbisch Hall i regionen Heilbronn-Franken i Regierungsbezirk Stuttgart i förbundslandet Baden-Württemberg i Tyskland. Kommunen bildades 1 januari 1973 genom en sammanslagning av kommunerna Lautenbach, Matzenbach, Unterdeufstetten och Wildenstein.
Kommunen ingår i kommunalförbundet Fichtenau tillsammans med kommunen Kreßberg.